# Semiothisa malefactaria
Semiothisa malefactaria är en fjärilsart som beskrevs av Barnes och Mcdunnough 1916. Semiothisa malefactaria ingår i släktet Semiothisa och familjen mätare. Inga underarter finns listade i Catalogue of Life.